# Schneebäume
Schneebäume (Chionanthus), Schneeflockenbäume oder Schneeflockensträucher genannt, sind eine Pflanzengattung in der Familie der Ölbaumgewächse (Oleaceae). Ihre, in großen Blütenständen zusammengefassten, Blüten der ersten beschriebenen Art, die aus der Entfernung betrachtet im Aussehen an Schneeflocken erinnern, gaben der Gattung ihre deutschen Trivialnamen Schneebaum, Schneeflockenbaum, seltener Schneetropfenbaum. Die Gattung umfasst über 80 Arten weltweit.
Die meisten Arten kommen nur in den subtropischen oder in den tropischen Regionen rund um den Erdball vor. Lediglich die beiden Arten Chionanthus retusus in Ostasien und Chionanthus virginicus in Nordamerika wachsen in den gemäßigten Klimazonen.

## Beschreibung

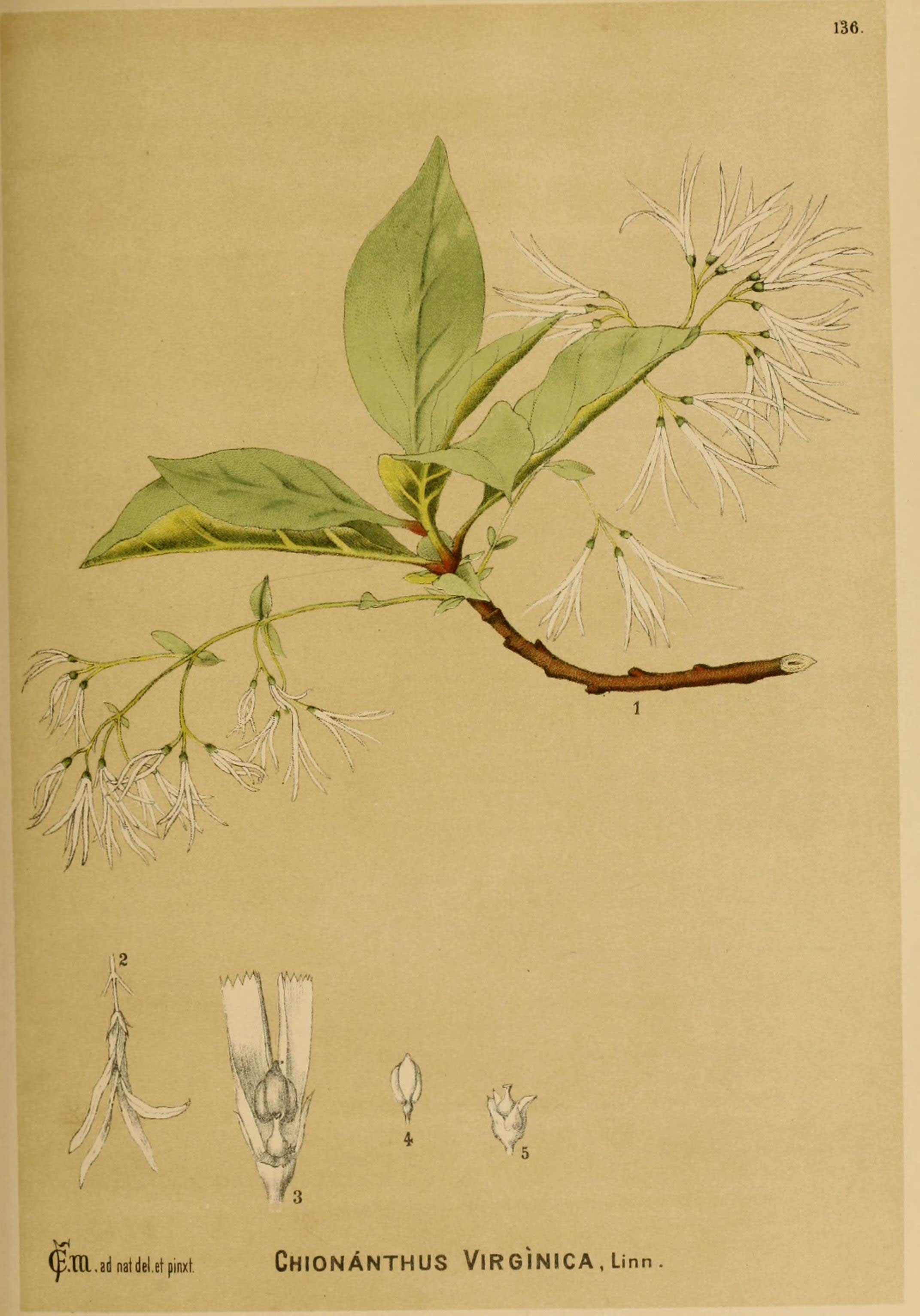
Illustration aus American medicinal plants, Tafel 136 des Chinesischen Schneeflockenstrauch (Chionanthus retusus)

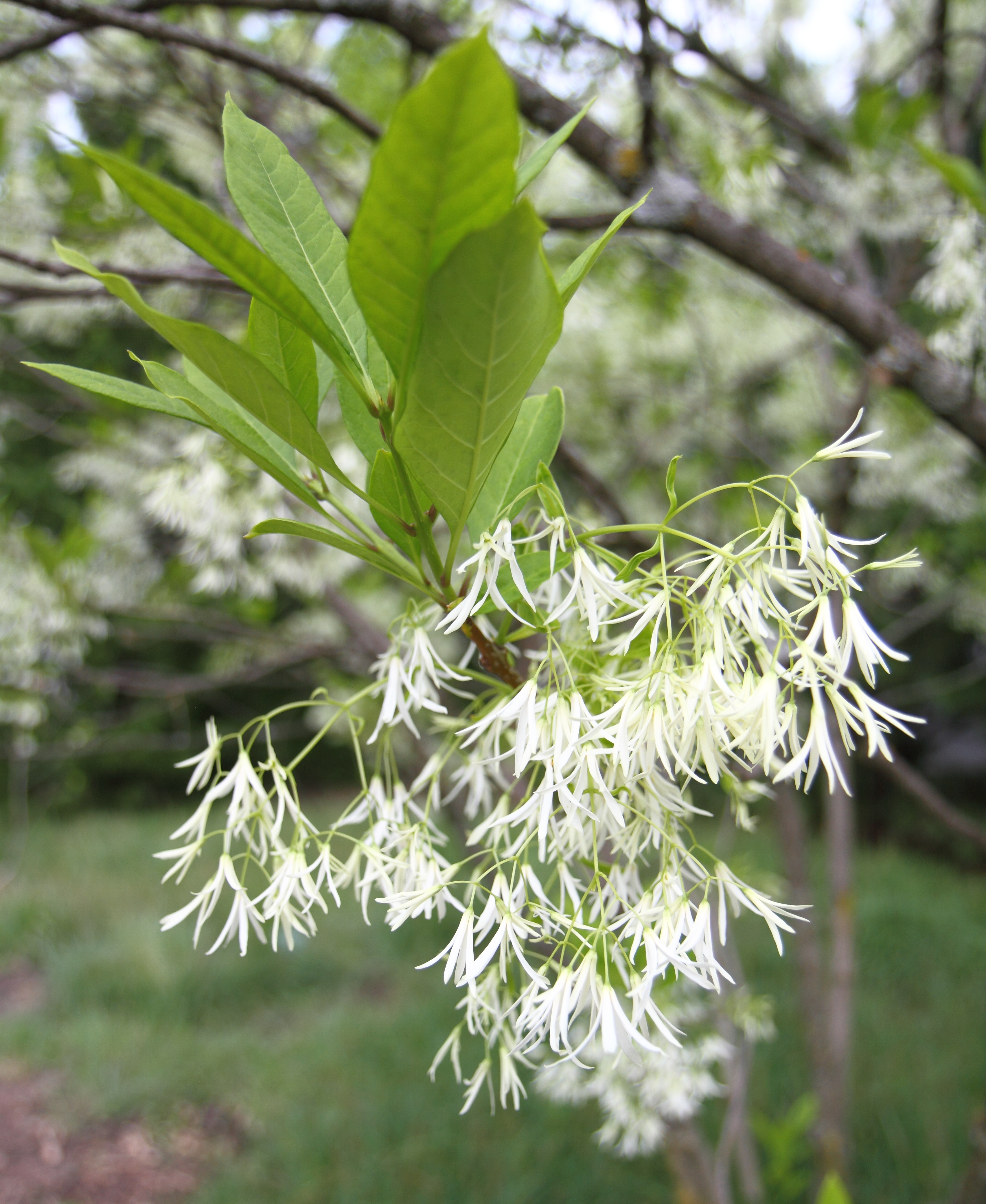
Virginischer Schneeflockenstrauch (Chionanthus virginicus): Ausschnitt des Blütenstandes mit vielen Blüten

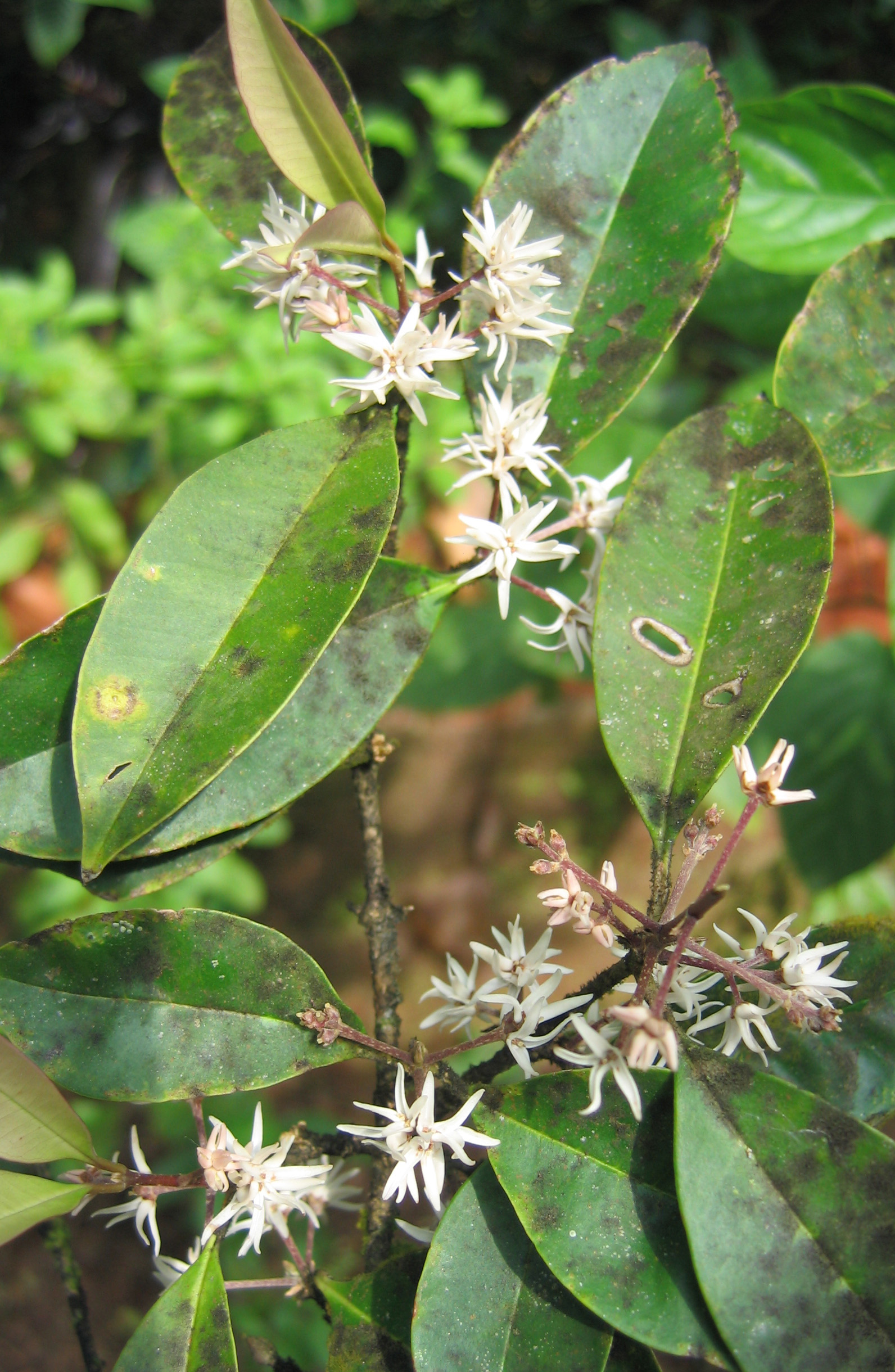
Chionanthus mala-elengi

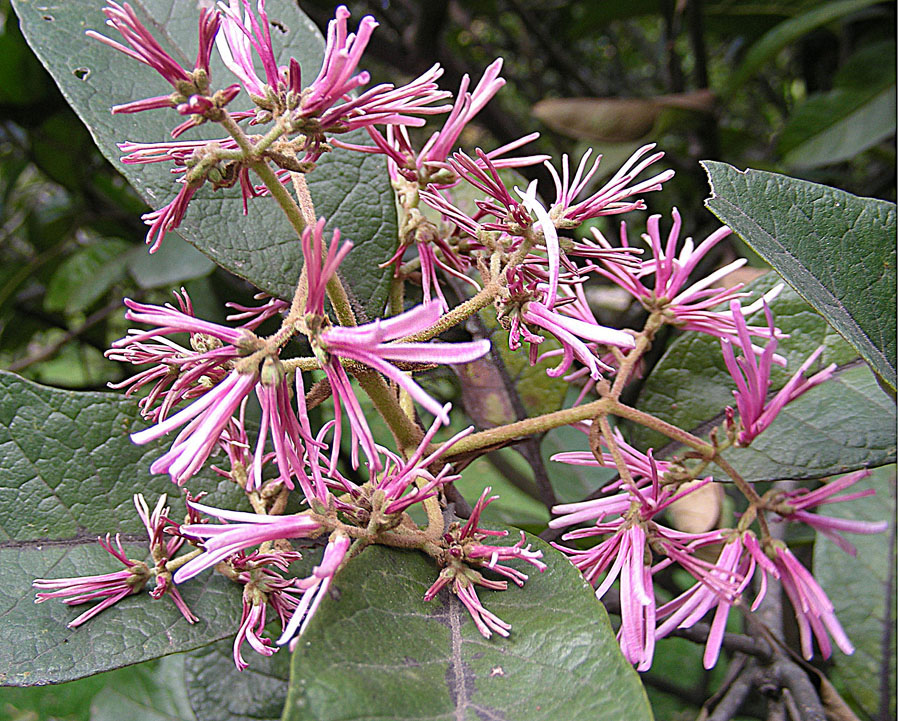
Chionanthus pubescens

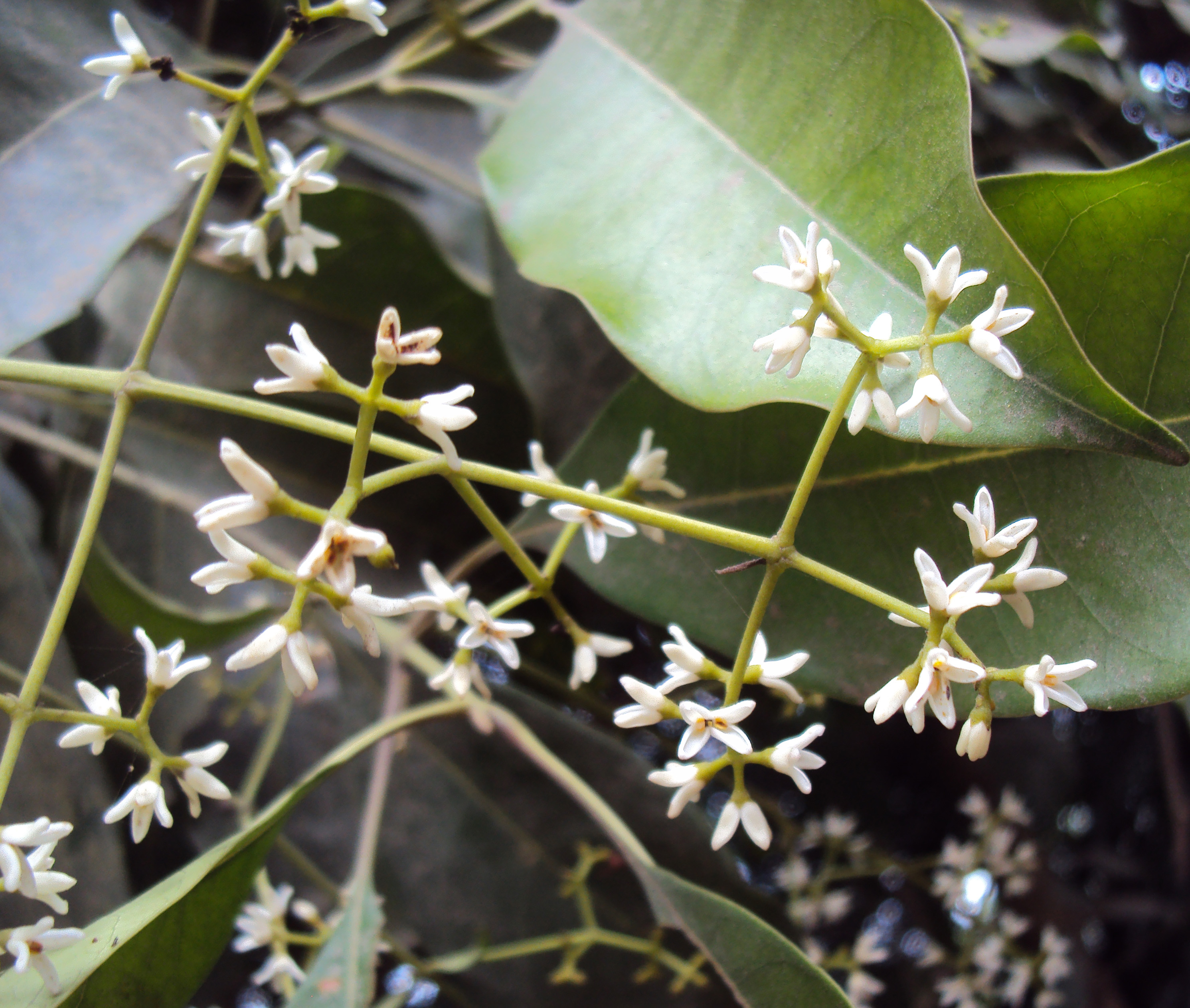
Chionanthus ramiflorus

### Vegetative Merkmale
Chionanthus sind Sträucher und Bäume mit Wuchshöhen von 3 bis 25 Metern. Die meisten subtropischen und tropischen Arten sind immergrün. Die gegenständig angeordneten Laubblätter sind in Blattstiel und Blattspreite gegliedert. Die einfachen Blattspreiten haben einen glatten oder gezähnten Blattrand.

### Generative Merkmale
Einige bis viele Blüten stehen meist seiten-, selten endständigen, unterschiedlich geformten Blütenständen zusammen.
Die funktionell eingeschlechtigen oder oft zwittrigen Blüten sind radiärsymmetrischen und vierzählig mit doppelter Blütenhülle. Die vier kleinen Kelchblätter sind mehr oder weniger glockenförmig verwachsen. Die vier verwachsenen Kronblätter sind weiß oder gelb; die Kronröhre ist nur kurz. Es sind nur zwei (selten vier) Staubblätter in jeder Blüte vorhanden; die Staubfäden sind kurz.
Es werden fleischige Steinfrüchte gebildet.

## Systematik und Verbreitung
Die Gattung Chionanthus wurde durch Carl von Linné aufgestellt. Synonyme für Chionanthus L. sind: Bonamica Vell., Campanolea Gilg & G.Schellenb., Ceranthus Schreb., Cylindria Lour., Dekindtia Gilg, Freyeria Scop., Linociera Sw. ex Schreb., Majepea Post & Kuntze, Mayepea Aubl., Minutia Vell., Pogenda Raf., Sarlina Guillaumin, Tessarandra Miers, Thouinia L. f.
Die Gattung Chionanthus umfasst etwa 80 bis etwa 138 Arten weltweit. Hier eine Auswahl mit Angaben zu den Heimatgebieten:
- Chionanthus abriaquiensis Fern.Alonso & Cogollo: Sie wurde 2016 aus Kolumbien erstbeschrieben.[1]
- Chionanthus acuminatissimus (Merr.) Kiew ex de Juana (Syn.: Linociera acuminatissima Merr.): Diese Neukombination erfolgte 2016. Sie kommt auf den Philippinen vor.[1]
- Chionanthus acunae (Borhidi & O.Muñiz) Borhidi: Sie kommt in Kuba vor.[1]
- Chionanthus adamsii Stearn: Dieser Endemit kommt nur auf Jamaika vor.[1]
- Chionanthus albidiflorus Thwaites (Syn.: Chionanthus malabaricus var. albidiflorus (Thwaites) Panigrahi, Chionanthus leprocarpus Thwaites, Chionanthus rostratus Thwaites nom. illeg., Chionanthus axillaris var. rostrata (C.B.Clarke) K.K.N.Nair & K.P.Janardh., Chionanthus zeylanicus var. rostratus (C.B.Clarke) Panigrahi, Chionanthus courtallensis Bedd., Chionanthus leprocarpus var. courtallensis (Bedd.) K.K.N.Nair & K.P.Janardh.): Sie kommt in Sri Lanka und im südlichen Indien vor.[1]
- Chionanthus axillaris R.Br.: Australien (Queensland).
- Chionanthus axilliflorus (Griseb.) Stearn: Karibik.
- Chionanthus brachythyrsus (Merrill) P.S.Green: Südchina, (Hainan), Vietnam.
- Chionanthus compactus Sw.: Karibik, Kolumbien und Venezuela.[1]
- Chionanthus domingensis Lam.: Karibik und südöstliches Mexiko bis Panama.[1]
- Chionanthus foveolatus (E.Mey.) Stearn: südliches Afrika.
- Chionanthus guangxiensis B.M.Miao: südöstliches China (Guangxi).
- Chionanthus hainanensis (Merrill & Chun) B.M.Miao: südliches China (Hainan).
- Chionanthus henryanus P.S.Green: südwestliches China, Myanmar.
- Chionanthus holdridgii (Camp & Monachino) Stearn: Puerto Rico[1]
- Chionanthus kinabaluensis Kiew: Sie wurde 2002 aus Sabah erstbeschrieben.[1]
- Chionanthus ligustrinus (Sw.) Pers.: Karibik.
- Chionanthus longiflorus (H.L.Li) B.M.Miao: südwestliches China (Yunnan).
- Chionanthus mala-elengi (Dennst.) P.S.Green (inkl. Chionanthus caudatus (Collett & Hemsley) Bahadur & Gaur): Mit drei Unterarten. Das Verbreitungsgebiet reicht vom Subkontinent Indien bis Malaysia.[1]
- Chionanthus palustris R. Kiew: Die Heimat ist Borneo, Sarawak und Brunei.
- Chionanthus panamensis (Standl.) Stearn: Die Heimat ist Mexiko bis Panama.[1]
- Chionanthus picrophloia F.Muell.: Australien (Queensland).
- Chionanthus pubescens Kunth: Ecuador, Peru.
- Chionanthus pygmaeus Small: Südöstliche USA (Florida).
- Chionanthus quadristamineus F.Muell.: Australien (Norfolkinsel).
- Chionanthus ramiflorus Roxburgh (Syn.: Chionanthus intermedius (Wight) F.Muell.): Australien (Queensland), südliches China, Indien, Nepal, Vietnam.
- Chinesischer Schneeflockenstrauch (Chionanthus retusus Lindley & Paxton): China, Japan, Korea.
- Chionanthus sleumeri (C.T.White) Stearn: Australien (Queensland).
- Virginischer Schneeflockenstrauch oder Virginischer Schneebaum oder Giftesche (Chionanthus virginicus L.): Östliche USA.